# C4 (software)
C4 é um dos pequenos clientes chat com um tamanho de apenas 4 kByte. Chat e mensageiro instantâneo combina peer-to-peer (P2P), que utiliza o protocolo Pichat e é executado no Microsoft Windows. O software é usado na Europa e na América do Sul.

## Recursos
O software suporta as seguintes funcionalidades:
- Para ser instalado com um clique
- Câmaras de chat público e privado, o apoio ciberfóruns si
- Enviar mensagens privadas
- Apoio múltiplos idiomas: Inglês, alemão, sueco